# ستيفن ويزلي غورتن
ستيفن ويزلي غورتن (بالإنجليزية: Stephen Wesley Gorton)‏ هو رسام أسترالي، ولد في 1952، وتوفي في 23 أكتوبر 2015.